# Agrostis laersii
Agrostis laersii é uma espécie de gramínea do gênero Agrostis, pertencente à família Poaceae.